# Carsac-Aillac
Carsac-Aillac (trong tiếng Occitan Carsac e Alhac) là một xã, nằm ở Dordogne trong vùng Aquitaine của Pháp. Carsac-Aillac có diện tích 17,31 km2, dân số năm 2004 là 1410 người.

## Thông tin nhân khẩu
| Năm    | 1864  | 1962 | 1968 | 1975 | 1982 | 1990  | 1999  | 2004  |
| ------ | ----- | ---- | ---- | ---- | ---- | ----- | ----- | ----- |
| Dân số | 1 126 | 795  | 770  | 782  | 950  | 1 219 | 1 217 | 1 410 |